# Glacier d’Argentière

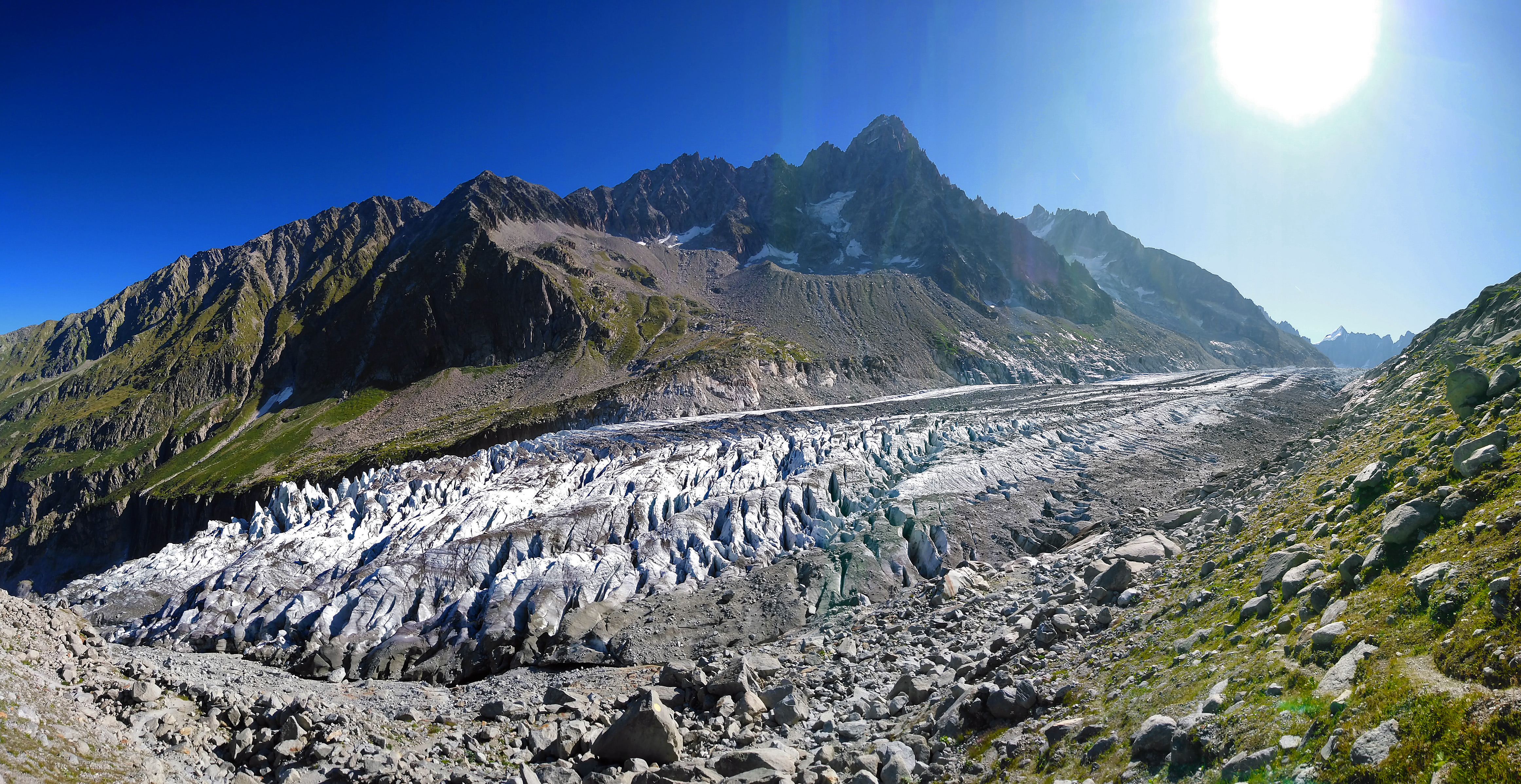
Glacier d’Argentière

Glacier d’Argentière – lodowiec znajdujący się w dolinie Chamonix niedaleko miejscowości Argentière (gmina Chamonix-Mont-Blanc) w departamencie Górna Sabaudia w południowo-wschodniej Francji. Drugi co do wielkości lodowiec Francji.
Lodowiec Argentière jest jednym z najlepiej poznanych lodowców Alp. Jego długość wynosi ok. 9 km, szerokość maksymalna 500-600 m. Najwyższy punkt lodowca to 3150 m n.p.m., najniższy (2015 r.) ok. 1600 m n.p.m. Maksymalna grubość pokrywy lodu sięga ok. 300 m.
Lodowiec systematycznie się cofa. W połowie XVII w. jego czoło sięgało prawie do samych zabudowań Argentière (ok. 1250 m n.p.m.). Jeszcze w roku 1770 schodziło ono do skraj płaskiego terenu w dolinie Arve. Do połowy XIX w. (koniec tzw. małej epoki lodowej) lodowiec skrócił się o ok. 250 m, jednak jego czoło schodziło jeszcze poniżej poziomicy 1300 m n.p.m. W ciągu następnych 100 lat skrócił się o następne 450 m. Od roku 1960 zanotowano okres ponownej transgresji lodowca: w 1975 r. sięgnął on podstawy podpory kolei linowej, a w 1980 jego grubość w tym miejscu wyniosła blisko 20 m, co zakłóciło funkcjonowanie kolei. Od ok. 1990 r. trwa okres ponownej regresji lodowca. W 2005 r., na wysokości ok. 1900 m jego jęzor został przerwany w miejscu, w którym znajduje się skalny próg w jego korycie. Od tego momentu dolna część lodowca jest zasilana jedynie zerwami seraków z czoła części górnej i zimowymi opadami śniegu.

## Opracowano na podstawie
- Zdjęcia lodowca. glaciers.climat.free.fr. [zarchiwizowane z tego adresu (2007-08-13)].;